# 土拉熱
土拉热（tularemia）又称土拉病、土拉菌病、兔热病（rabbit fever），是由土拉热弗朗西丝菌（Francisella tularensis）所致的急性人畜共通传染病，以发热、皮肤溃疡、局部淋巴结肿大、脾肿大、呼吸道症状、头痛、关节痛、眼结膜充血和粟粒状干酪样坏死为特征。
土拉热弗朗西丝菌它是一種革蘭氏陰性球桿菌，最初在美國加州土倫縣（Tulare County）首次被發現，且患者由受感染的野兔中染病，因而得名。
土拉熱還有有许多别名，如：野兔病、鹿蠅熱（deer fly fever）、大原病（Ohara's fever）、法蘭西斯氏病等等。

## 外部連結
- 微生物免疫學-Francisella tularensis(土倫法蘭西斯桿菌) （页面存档备份，存于）